# Anchilophus
L'anchilofo (gen. Anchilophus) è un mammifero perissodattilo estinto, appartenente ai paleoteriidi. Visse tra l'Eocene medio e l'Eocene superiore (circa 42 - 37 milioni di anni fa) e i suoi resti fossili sono stati ritrovati in Europa.

## Descrizione
Di taglia medio - piccola, questo animale doveva essere vagamente simile agli attuali cefalofi. La costituzione del corpo era leggera; il muso era snello e allungato, e l'arcata zigomatica era sottile. La volta cranica era piuttosto gonfia. Gli ultimi premolari erano leggermente simili a molari; Anchilophus era caratterizzato da denti lofodonti (dotati di creste) e da molari e premolari stretti e leggermente ipsodonti. Nell'affine Metanchilophus queste caratteristiche erano meno marcate.

## Classificazione
Il genere Anchilophus venne descritto per la prima volta nel 1852 da Paul Gervais, sulla base di resti fossili ritrovati in Francia in terreni eocenici. Anchilophus è stato variamente considerato un paleoteriide primitivo o un pachinolofide, e in ogni caso è stato considerato parte di una radiazione di perissodattili primitivi che si svilupparono nel corso dell'Eocene. Attualmente è considerato un paleoteriide, ma in seno a un gruppo a sé stante (Anchilophini) comprendente anche l'affine Metanchilophus; entrambi i generi erano caratterizzati da corpi snelli e molari brachidonti o moderatamente ipsodonti. Gli anchilofini perdurarono nel corso dell'Eocene, al contrario degli analoghi paleoteri arcaici come Pachynolophus, estintisi alcuni milioni di anni prima. Secondo le classificazioni più recenti, ad Anchilophus sono attribuite tre specie: A. desmaresti (la specie tipo), A. remyi e A. jeanteti; queste ultime due specie sono attribuite al sottogenere Paranchilophus (Remy, 2012). Resti di Anchilophus sono stati ritrovati in Francia, Spagna, Svizzera e Regno Unito.

## Paleoecologia
Come molti altri perissodattili eocenici di piccole dimensioni, è probabile che Anchilophus fosse un animale che viveva nelle foreste o al bordo di specchi d'acqua, e che si nutrisse di materiale vegetale piuttosto tenero.